# Gouvinhas
Gouvinhas est une freguesia de la municipalité de Sabrosa, dans le district de Vila Real, au Portugal.
Elle s’étend sur 14,47 km2 pour 267 habitants (2011) (soit une densité de 24,8 hab/km2).

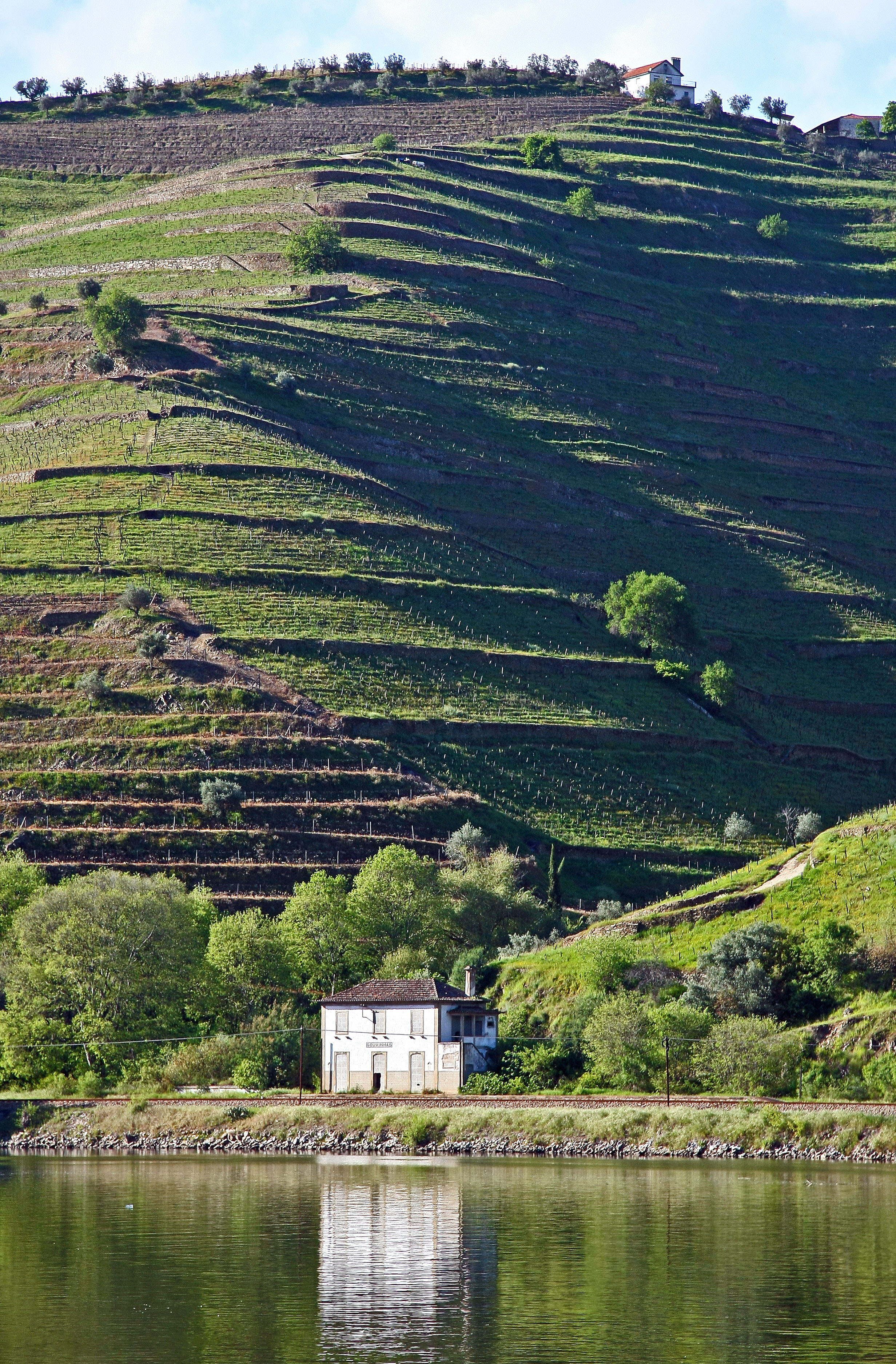
Gare de Gouvinhas

## Géographie
Dernier Village de la route nationale EN322-2 qui se finit en cul-de-sac à la gare ferroviaire Ferrão
Elle compte trois aldeias (villages) :
- Gouvinhas
- Ordonho
- Abrecovo

Cette freguesia est voisine avec celles de Paradela de Guiães, Covas do Douro, Guiães, Galafura.

## Viticulture
Elle possède une vaste étendue viticole avec notamment :
- Quinta do Conde
- Quinta do Barreiro
- Quinta da Costa
- Quinta do Crasto[1]

## Patrimoine architectural
- Son église a des peintures sur bois remarquables
- Sa fontaine publique est centenaire
- De belles maisons bourgeoises avec de jolis écussons

## Personnes illustres
- Barão de Gouvinhas (pt)
- Visconde de Morais (pt)